# DRESS (テレビ番組)
『DRESS』（ドレス）は、毎日放送（MBS）の制作で2009年4月から2013年3月まで放送されていたファッションエンターテインメント情報番組。年に2回ワールド記念ホールで開かれる同局主催のファッションイベント「神戸コレクション」（神コレ）と連動した番組で、TBS系列局の一部でも放送されていた。
サブタイトルは「キモチ着ガエル、見チガエル〜CHANGING CLOTHES CHANGES YOUR LIFE〜」。「神コレ」の公演回数が通算で30回に達する2017年には、MBSが1月19日から毎週木曜日の深夜に8回限定で放送している（以下では便宜上「2017S/S版」と表記）。
本ページでは、2013年5月から2014年3月21日まで月に2回のペースで放送されていた後継番組『DRESS.tv』（ドレス・ティービー）についても述べる。

## 概要
10〜30代のカジュアルな女性ファッションを中心に、ファッションエンターテインメント情報や、「神コレ」に関する情報を発信した番組。
番組開始から2009年11月12日放送分(MBS)までは、27人のファッションモデルや女優をスタジオに招いてフォトセッションを展開。撮影した画像の中から自身が最高の1枚を選び、それをファッション雑誌の表紙に見立てるという構成であった。
2009年11月19日放送分からは、MCに鉄平を起用。ロケを中心に据えた構成で、街で流行っているリアルクローズや最新のファッション事情を探っていた。
また、最新のファッショングッズを中心に扱うテレビショッピングコーナーの「DRESS+Shopping」を内包。同コーナーで紹介された商品は、番組の公式携帯サイトc@dresstv.jp（ネット局のCBC向け）かd@dresstv.jp （MBSおよびCBC以外のネット局向け）に空メールを送信すると、自動で返信されるメールのリンク経由で購入できるようになっていた。
2010年7月7日から、MBSとCBCで『DRESS』に引き続き、DRESS+Shoppingの放送枠を拡大した『DRESS WONDERLAND』が放送開始開始。2011年10月7日『DRESS WONDERLAND』を『DRESS＋（プラス）』にリニューアル。それに伴い、公式サイトもショッピングサイト・DRESS ONLINEに変更された。
2013年3月15日をもって、『DRESS』としての放送を終了。同年5月からは、タイトルを『DRESS.tv』へ変更するとともに、月2回の放送へ移行した。ただし、同じ月には、2回とも同じ内容を放送していた。2014年3月21日をもって、『DRESS.tv』の放送を終了。
2017年には、神コレが3月4日の公演（2017SPRING/SUMMER）で30回目を迎えることを記念して、MBSのみ1月19日から公演の翌週（3月9日）まで『DRESS』の2017S/S版を編成。「神コレ」に関する過去放送分のダイジェスト映像に、レギュラー放送時代の人気企画や「神コレ」の最新情報を加えた内容で、毎週木曜日の深夜（金曜日の未明）に8回限定で放送している。

## MC
- 鉄平（2009年11月19日 - 2010年9月1日、2011年1月12日 -　番組終了）

番組開始当初は、オープニングの挨拶で、「DRESS外回り担当（DRESS初代オシャレ総長）の鉄平です!」と自己紹介。2010年9月中旬から同年末までは、病気の治療を理由に休養していた。2011年1月12日の第88回放送「完全マニュアル!神コレ直前SP」から正式に復帰。『DRESS.tv』でも引き続きMCを担当したほか、2017S/S版でもロケ企画のリポーターとして登場している。
神コレでは、2010S/S（2010年）と2012S/S（2012年）の神戸公演において、ビデオカメラを手にモデルとしてランウェイを歩いた。また、2011年10月1日の第1回名古屋コレクション（愛知県体育館）では、押切もえと共にイベント司会を担当。2012年4月5日にTBSテレビが関東ローカルで放送した東京ランウェイの特別番組では、当番組のスタッフが制作に携わった関係でナビゲーターとして出演した。番組内で「ベット芸」や「かんしゃく芸」などを披露する。
- 井手大介 （2010年9月8日 - 2010年12月22日）

鉄平の代役で10回出演。

## 放送時間
いずれもMBSテレビでの基本放送時間。特別編成などで放送枠を繰り下げたり、放送を休止したりすることがある。

### DRESS
- 毎週木曜 24時55分 - 25時25分 （2009年4月23日 - 2010年4月1日）
- 毎週水曜 24時50分 - 25時20分 （2010年4月7日 - 8月4日）
- 毎週水曜 24時55分 - 25時25分 （2010年8月11日 - 2011年3月30日）
- 毎週金曜 24時50分 - 25時20分 （2011年4月8日 - 2013年3月15日）
- 2012年3月までは、月に1回（後に隔週）のペースで『ごぶごぶ』を当番組の前枠に編成していたため、該当する週には放送枠を25時20分 - 25時50分に繰り下げていた。

### DRESS.tv
- 毎月第2・4金曜日 26時20分 - 26時50分 （2013年5月10日 - ）

## 特集・内容

### DRESS UP DRESS
番組のメイン企画で、「モデルメシ」や「絶対BEST3」などを放送。オシャレ好きなゲストを迎えて、私服のコーディネートなどを紹介する。
「モデルメシ」では、ゲストの出身郷土料理やその時の気分で食べたい料理3つの中から1つを選び食べながらトーク。「絶対BEST3」では、100のお題から、ゲストが今ハマっているモノに関する3つの御題をベスト3形式で紹介。最後にテーマを決めて、お気に入りのドレスに着替える。過去には、西山茉希、神田うの、里田まい、スザンヌ、熊田曜子、小森純、杉本彩、ヨンア、土屋アンナ、藤原紀香、杏、西野カナ、城田優、きゃりーぱみゅぱみゅ、林遣都、桐谷美玲、松嶋花、大東駿介などが登場した。

### 全国縦断STREET SNAP100
全国縦断型のロケで、もう一つのメイン企画。神コレなどのファッションイベント会場でも実施。取材エリアなどによっては、2週に分けて放送することがある。
街（ストリート）で出会ったオシャレな女性100人に対して、本人の承諾を得たうえでコーディネートチェックを実施。当コーナーでは、チェックを受けた女性を「スタイルマスター」として、ファッションの取り合わせと主なアイテムの価格をスナップ写真風の映像で紹介する。スタイルマスターに選ばれた女性は、その映像を撮影する際に、居住エリア（市町村名まで）・本名・年齢・職業を自ら記したフリップを必ず撮影用のカメラへ向けている。
ロケの最後には、100人の中から「ベスト・オブ・スタイルマスター」を決定。番組スタッフが後日、該当者の自宅などで特製のトロフィーを進呈する。実際の放送では、その際に撮影された映像を、当番組のエンディングで流している。
今まで取材した都道府県は、東京、名古屋、大阪、神戸、京都、岡山、広島、福岡、長崎、熊本、鹿児島、沖縄、その他海外（韓国、台湾、香港、上海、ハワイ）。
毎年、8月の1、2週目には「ストリートスナップ100・夏スタイルSP」と題して海水浴場（須磨・湘南）などで水着ガールの特集をしている。

### リアルクローゼット調査
「クローゼットを見れば女の子の全てが分かる!」というテーマで、鉄平（井手）が街頭ロケで見付けた「オシャレガール」の承諾を得たうえで、自宅のクローゼットを調査する企画。毎回、部屋着やパジャマを見せてもらったり、テーマに合わせたコーデに着替えてもらう。通常、1回の放送で2〜3人を取材。2017S/S版でも、1回限定で復活した。

### 出張REDカーペット
ファッションショーなどの会場関係者入口付近に持ち運び可能な簡易のレッドカーペットを敷き詰めたうえで、会場に到着したばかりのゲストモデルから、鉄平が抜き打ち同然で話を聞く。番組名の「DRESS」からゲストにアルファベット1文字を選ばせたうえで、その文字にちなんだテーマに沿ってやり取りすることが特徴。
レギュラー放送時代には、神コレ開催時のワールド記念ホールや、神コレと関係の深い他地区のファッションイベント会場（福岡アジアコレクションの場合には当時の福岡ドーム）などで実施。過去に東京・渋谷のCCレモンホールで行われた北川景子主演映画「パラダイス・キス」完成披露試写会や京都・平安神宮で行われた映画「源氏物語」のプレミアムイベントで生田斗真と中谷美紀にインタビューをした。
2017S/S版では、鹿児島空港の許可を受けたうえで、鉄平が空港内のロビーにレッドカーペットを敷設。神コレの関連企画で鹿児島を訪れた筧美和子への同行取材の最初に、空港内で「出張REDカーペット」を再現させた。

### その他の神戸コレクション連動企画
神コレ、東京ランウェイ（2011年秋/冬までは神コレ東京公演）、福岡アジアコレクション、琉球アジアコレクション、名古屋コレクションなどに関するイベント情報、神コレモデルオーディションへの密着取材の模様、神コレと同時に開催される「神戸スイーツサミット」とのコラボレーション企画などを放送。神コレについては、公演直前の放送で、番組専用の電話回線によるチケットの先行予約を実施する。

### DRESS＋NEWS
放送日までの1週間のファッションニュースを2分間で紹介。ヘッドライン形式で5項目のニュースを表示した後に、1～2項目を映像とナレーションで取り上げる。毎年末には、1年間のニュースをまとめた「DRESSが選ぶファッションニュースBEST10」を放送している。

## DRESSガール→DRESS UP モデル（DREMO）
2010年4月から募集を開始。プロアマ・年齢は問わず、既婚者や子どものいる女性も対象に含まれる。
基本的に写真・書類選考などはなく、会員番号なども設けていない。オシャレが大好きでファッションを愛する全ての女性が「DRESSガール」というスタンスで随時、募集をしている。（番組スタッフロールやH.Pで告知）なお、「DRESSガール」には、番組内の「DRESS+SHOPPING」でのモデル出演、ファッションに関する意識調査への協力、イベントへの参加などの機会が与えられる。
2011年11月4日から名称を「DRESS UP モデル（DREMO）」に変更。他にも女子小学生（JS）モデルの「プチドレモ」もいる。2012年2月1日からは、9人のDREMOオフィシャルブログがオープンした。応募数360人、そのうち112人が番組で“モデルデビュー”を果たしている。（2012年11月29日現在）

## 放送日・ゲスト

### DRESS シーズン1
| 各回   | 放送日         | フロントカバー              | フォトセッションテーマ         | フォトグラファー |
| ------ | -------------- | --------------------------- | ------------------------------ | ---------------- |
| 第1回  | 2009年4月23日  | 観月ありさ                  | COOL                           | PAK OK SUN       |
| 第2回  | 2009年4月30日  | 加藤夏希                    | SEXY                           | PAK OK SUN       |
| 第3回  | 2009年5月7日   | マリエ                      | 普段見せないマリエ             | かくたみほ       |
| 第4回  | 2009年5月14日  | 吉川ひなの                  | ピュアエロ                     | かくたみほ       |
| 第5回  | 2009年5月21日  | 冨永愛                      | 世界基準                       | 森崎恵美子       |
| 第6回  | 2009年5月28日  | 椿姫彩菜                    | 凛とした女性                   | 七島アキラ       |
| 第7回  | 2009年6月4日   | 叶美香                      | ファビュラス（最上級）         | 七島アキラ       |
| 第8回  | 2009年6月11日  | 高垣麗子                    | 大人のリゾート                 | 森崎恵美子       |
| 第9回  | 2009年6月18日  | パンツェッタ・ジローラモ    | MIX (日本＆イタリア）          | HAL KUZUYA       |
| 第10回 | 2009年6月25日  | 鈴木紗理奈                  | エロ・インテリジェンス         | HAL KUZUYA       |
| 第11回 | 2009年7月2日   | 栗山千明                    | 京都・ファッションカンタータ編 |                  |
| 第12回 | 2009年7月9日   | 杏                          | 京都・ファッションカンタータ編 |                  |
| 第13回 | 2009年7月16日  | LIZA                        | 10代最後の写真                 | 中野佑美         |
| 第14回 | 2009年7月23日  | ほしのあき                  | スタイリッシュグラマー         | 中野佑美         |
| 第15回 | 2009年7月30日  | 木下優樹菜                  | ツンデレ                       | 依田純子         |
| 第16回 | 2009年8月6日   | 平子理沙                    | ピンナップガール               | 依田純子         |
| 第17回 | 2009年8月13日  | 成宮寛貴                    | チェックを楽に着こなす         | 森崎恵美子       |
| 第18回 | 2009年8月27日  | Crystal Kay                 | 10th anniversary               | 森崎恵美子       |
| 第19回 | 2009年9月3日   | 藤井リナ                    | 女友達に見せる勝負服           | PAK OK SUN       |
| 第20回 | 2009年9月10日  | KOBE COLLECTION 2009A/W特集 | レッドカーペット               |                  |
| 第21回 | 2009年9月17日  | 米倉涼子                    | 神コレ・シークレットゲスト密着 |                  |
| 第22回 | 2009年9月24日  | 木下ココ                    | 不思議の国のアリス             | PAK OK SUN       |
| 第23回 | 2009年10月1日  | 山本裕典                    | 3回目のデート服                | 中野佑美         |
| 第24回 | 2009年10月8日  | 藤原竜也                    | 破滅的なギャンブラー           | 中野佑美         |
| 第25回 | 2009年10月15日 | 安田美沙子                  | 活動的セクシー                 | HAL KUZUYA       |
| 第26回 | 2009年10月23日 | 辻希美                      | NOリボン                       | HAL KUZUYA       |
| 第27回 | 2009年10月29日 | 中村獅童                    | 粋                             | HAL KUZUYA       |
| 第28回 | 2009年11月5日  | フォトセッション総集編(1)   |                                |                  |
| 第29回 | 2009年11月12日 | フォトセッション総集編(2)   |                                |                  |

### DRESS シーズン2
| 第30回                                | 2009年11月19日 | DRESS ↑ 西山茉希                                                      | 新潟・のっぺ汁（WR）                                            |
| 第31回                                | 2009年11月26日 | DRESS ↑ 神田うの                                                      | 鯖塩焼き定食（URBAN RESEARCH）                                  |
| 第32回                                | 2009年12月4日  | DRESS ↑ 里田まい                                                      | 北海道・ジンギスカン鍋（DOUBLE STANDARD CLOTHING）              |
| 第33回                                | 2009年12月10日 | 神コレモデルオーディション2010(1)                                     | IKKO + ファイナリスト10人                                       |
| 第34回                                | 2009年12月17日 | 神コレモデルオーディション2010(2)                                     | ファイナリスト10人密着                                          |
| 第35回                                | 2009年12月24日 | STREET SNAP100 in 大阪・ミナミ                                        | 大阪・スタイルマスター100人                                     |
| 第36回                                | 2010年1月7日   | STREET SNAP100 in 神戸                                                | 神戸・スタイルマスター100人                                     |
| 第37回                                | 2010年1月14日  | What's 神戸コレクション2010S/S                                        | 浦浜アリサ（VICKY）                                             |
| 第38回                                | 2010年1月21日  | STREET SNAP100 in 福岡                                                | 福岡・スタイルマスター100人                                     |
| 第39回                                | 2010年1月28日  | DRESS ↑ スザンヌ                                                      | 熊本・馬刺し（Ninamew）                                         |
| 第40回                                | 2010年2月4日   | DRESS ↑ 熊田曜子                                                      | 岐阜・鶏ちゃん焼き（Language）                                  |
| 第41回                                | 2010年2月11日  | キレイになれる韓国・IKKOオススメ事前ツアー                            | 安田美沙子（ソウル・ノースビーチ）                              |
| 第42回                                | 2010年2月18日  | 神コレモデルオーディション(3)                                         | ファイナリスト10人密着・直前情報                                |
| 第43回                                | 2010年2月25日  | STREET SNAP100 in 東京                                                | 東京・スタイルマスター100人                                     |
| 第44回                                | 2010年3月4日   | STREET SNAP100 in 名古屋                                              | 名古屋・スタイルマスター100人                                   |
| 第45回                                | 2010年3月11日  | 神戸コレクション2010S/S 豪華出張レッドカーペット                      | 梨花、小出恵介、長谷川潤、梅宮アンナ、神田うの                  |
| 第46回                                | 2010年3月18日  | STREET SNAP100 in 神戸コレクション2010S/S                             | 神コレ会場・スタイルマスター100人                               |
| 第47回                                | 2010年3月25日  | 神コレモデルオーディション(4) 最終章                                  | グランプリ決定・石田ニコル                                      |
| 第48回                                | 2010年4月1日   | 出張レッドカーペット in 福岡アジアコレクション2010S/S                 | 蛯原友里、押切もえ、山田優、IKKO、スザンヌ                      |
| 放送日変更（毎週水曜日24:50 - 25:20） |                |                                                                       |                                                                 |
| 第49回                                | 2010年4月7日   | STREET SNAP100 in 福岡アジアコレクション2010S/S                       | 福岡・スタイルマスター100人                                     |
| 第50回                                | 2010年4月14日  | キレイになれる韓国 IKKO完全密着ツアー                                 | IKKO、神コレ2010グランプリ・石田ニコル                          |
| 第51回                                | 2010年4月21日  | キレイになれる韓国 IKKOプライベート編                                 | IKKO、神コレ2010グランプリ・石田ニコル                          |
| 第52回                                | 2010年4月28日  | 人気ブランド20 春のイチ押しコーデ                                     | 関西の人気ブランド20                                            |
| 第53回                                | 2010年5月5日   | 街のリアルクローズ調査 DRESSガール大集合(1)                           | DRESSガールのリアルクローズ調査                                 |
| 第54回                                | 2010年5月12日  | 心斎橋ファッションst. ufufuガールズコレに潜入                         | 藤本美貴、加藤夏希、浦浜アリサ、石田ニコル                      |
| 第55回                                | 2010年5月19日  | STREET SNAP100 in 大阪・キタ                                          | 大阪・キタのスタイルマスター100人                               |
| 第56回                                | 2010年5月26日  | DRESS ↑ 小森純                                                        | フカヒレラーメン（アルマーニ・エクスチェンジ）                  |
| 第57回                                | 2010年6月2日   | 街のリアルクローズ調査 DRESSガール大集合(2)                           | DRESSガールのリアルクローズ調査                                 |
| 第58回                                | 2010年6月9日   | DRESS ↑ 杉本彩                                                        | 関西風すき焼き（BCGB MAXAZRIA）                                 |
| 第59回                                | 2010年6月16日  | 人気ブランド対抗!夏のデート服 徹底解剖                                | 人気ブランド夏のイチ押しコーデ                                  |
| 第60回                                | 2010年6月23日  | DRESS ↑ ヨンア                                                        | 銀だらの西京焼き（着物）衣装らくや                              |
| 第61回                                | 2010年6月30日  | STREET SNAP100 in 阪急神戸線(1)                                       | 阪急神戸線のスタイルマスター100人                               |
| 第62回                                | 2010年7月7日   | STREET SNAP100 in 阪急神戸線(2)                                       | 阪急神戸線のスタイルマスター100人                               |
| 第63回                                | 2010年7月14日  | 神コレ完全攻略！ 神コレガールに大変身                                 | 浦浜アリサ（Immanoe）                                           |
| 第64回                                | 2010年7月21日  | 街のリアルクローズ調査 DRESSガール大集合(3)                           | DRESSガールのリアルクローズ調査                                 |
| 第65回                                | 2010年7月28日  | 街のリアルクローズ調査 DRESSガール大集合(4)                           | DRESSガールのリアルクローズ調査                                 |
| 第66回                                | 2010年8月4日   | STREET SNAP100 in 夏スタイルSP(1)                                     | 神戸・須磨のスタイルマスター100人                               |
| 第67回                                | 2010年8月11日  | STREET SNAP100 in 夏スタイルSP(2)                                     | 神戸・須磨のスタイルマスター100人                               |
| 第68回                                | 2010年8月18日  | 全て見せます！ 神戸スイーツサミット                                   | 高垣麗子、DRESSガール3人                                        |
| 第69回                                | 2010年8月25日  | STREET SNAP100 in 九州縦断SP(1)                                       | 福岡〜鹿児島のスタイルマスター100人                             |
| 第70回                                | 2010年9月1日   | STREET SNAP100 in 九州縦断SP(2)                                       | 福岡〜鹿児島のスタイルマスター100人                             |
| 第71回                                | 2010年9月8日   | 神戸コレクション2010A/W 豪華出張レッドカーペット                      | 加藤夏希、熊田曜子、藤本美貴、シルク、稲垣早希                  |
| 第72回                                | 2010年9月15日  | STREET SNAP100 in 神戸コレクション2010A/W(1)                          | 神コレ会場・スタイルマスター100人                               |
| 第73回                                | 2010年9月22日  | STREET SNAP100 in 神戸コレクション2010A/W(2)                          | 神コレ会場・スタイルマスター100人                               |
| 第74回                                | 2010年9月29日  | 全て見せます！ 神コレ2010A/W最終SP                                    | 今期のトレンド及び豪華ゲストの未公開映像                        |
| 第75回                                | 2010年10月6日  | 海外シリーズ第2弾！ キレイになれる台湾(1)                             | 押切もえ、亀恭子                                                |
| 第76回                                | 2010年10月13日 | プライベートも満載！ キレイになれる台湾(2)                            | 押切もえ、亀恭子                                                |
| 第77回                                | 2010年10月20日 | DRESS ↑ 土屋アンナ                                                    | 串カツ（SOV.DOUBLE STANDARD CLOTHING）                          |
| 第78回                                | 2010年10月27日 | 街のリアルクローズ調査 DRESSガール大集合(5)                           | DRESSガールのリアルクローズ調査                                 |
| 第79回                                | 2010年11月3日  | 街のリアルクローズ調査 DRESSガール大集合(6)                           | DRESSガールのリアルクローズ調査                                 |
| 第80回                                | 2010年11月10日 | 人気ブランド 秋の5大トレンドコーデ                                    | セシルマクビー、ムルーア、レストローズ、マーキュリーデュオ      |
| 第81回                                | 2010年11月17日 | STREET SNAP100 in 大阪・ミナミ(1)                                     | 大阪・ミナミのスタイルマスター100人                             |
| 第82回                                | 2010年11月24日 | STREET SNAP100 in 大阪・ミナミ(2)                                     | 大阪・ミナミのスタイルマスター100人                             |
| 第83回                                | 2010年12月1日  | 人気スタイリスト裏技公開 オシャレガールに大変身！                     | 亀恭子×DRESSガール2人                                           |
| 第84回                                | 2010年12月8日  | 女性社員が選ぶ オシャレNo.1メンズ                                     | ワコール、ビームス、フォルクスワーゲン、パナソニック            |
| 第85回                                | 2010年12月15日 | 完全密着！ 神コレモデルオーディション2011(1)                          | ファイナリスト8人決定！                                         |
| 第86回                                | 2010年12月22日 | DRESSが選ぶ2010年ファッションニュースBEST10                           | 1年間のファッションニュース20〜1位を発表                        |
| 第87回                                | 2011年1月5日   | 2011年トレンド大予想！ ストリートスナップSP                           | 渡辺佳代子（sweet編集長）、川畑タケル、加藤夏希                 |
| 第88回                                | 2011年1月12日  | 完全マニュアル！ 神コレ直前SP                                         | 熊田曜子                                                        |
| 第89回                                | 2011年1月19日  | DRESS ↑ 藤原紀香                                                      | ビーフシチュー（麻布十番・セレクトショップ）                    |
| 第90回                                | 2011年1月26日  | STREET SNAP100 in 京都                                                | 京都のスタイルマスター100人                                     |
| 第91回                                | 2011年2月2日   | 海外シリーズ第3弾！ キレイになれる香港(1)                             | 高垣麗子、入江未悠                                              |
| 第92回                                | 2011年2月9日   | 海外シリーズ第3弾！ キレイになれる香港(2)                             | 高垣麗子、入江未悠                                              |
| 第93回                                | 2011年2月16日  | 完全密着！ 神コレモデルオーディション2011(2)                          | ファイナリスト8人の合宿、ステップアップトレーニング             |
| 第94回                                | 2011年2月23日  | 全て見せます！ スイーツサミット2011                                   | 18ブランドの最新限定スイーツを紹介                              |
| 第95回                                | 2011年3月2日   | 女の子の全てがわかる！ リアルクローゼット調査(1)                      | オシャレガール3人のクローゼット紹介                             |
| 第96回                                | 2011年3月9日   | 神戸コレクション2011S/S 出張レッドカーペット                          | 小森純、益若つばさ、国生さゆり 他                               |
| 第97回                                | 2011年3月16日  | STREET SNAP100 in 神コレ2011S/S                                       | 神コレ会場・スタイルマスター100人                               |
| 第98回                                | 2011年3月23日  | 神コレモデルオーディション2011(3) 最終章                              | グランプリが決定・光宗薫                                        |
| 第99回                                | 2011年3月30日  | 九州新幹線開通！ 西日本縦断オシャレGiRLリレー                         | 岡山・広島・博多・熊本・鹿児島のオシャレガール                  |
| 放送日変更（毎週金曜日24:50 - 25:20） |                |                                                                       |                                                                 |
| 第100回                               | 2011年4月8日   | 出張レッドカーペット in 福岡アジアコレクション                        | 山田優、ベッキー、スザンヌ、梅宮アンナ、中野裕太                |
| 第101回                               | 2011年4月15日  | 続・出張レッドカーペット in 福岡アジアコレクション                    | 蛯原友里、押切もえ、IKKO、舞川あいく、近藤しづか                |
| 第102回                               | 2011年4月22日  | 大人のファッションイベントに潜入！ 最新ウエディング事情               | 神戸コレクションPLUS会場に潜入！ 浦浜アリサ、桜井裕美、松島花   |
| 第103回                               | 2011年4月29日  | 海外シリーズ第4弾！ 神戸コレクション2011 上海                         | AKB48、長谷川潤、ヨンア、LIZA、加藤夏希                         |
| 第104回                               | 2011年5月6日   | 海外シリーズ第4弾！ 続・神戸コレクション2011 上海                     | AKB48、長谷川潤、ヨンア、LIZA、加藤夏希                         |
| 第105回                               | 2011年5月13日  | 神コレモデルオーディション番外編・ファイナリストのその後…             | ファイナリスト8人の今                                           |
| 第106回                               | 2011年5月20日  | STREET SNAP100 in 関西NEWスポット(1) 梅田                             | 大阪ステーションシティ、あべのキューズの100人                   |
| 第107回                               | 2011年5月27日  | STREET SNAP100 in 関西NEWスポット(2) あべの                           | あべのキューズ、大阪ステーションシティの100人                   |
| 第108回                               | 2011年6月3日   | 女の子の全てがわかる！ リアルクローゼット調査(2)                      | オシャレガール3人のクローゼット紹介                             |
| 第109回                               | 2011年6月10日  | 出張レッドカーペット in 映画『パラダイス・キス』                      | 北川景子、向井理、加藤夏希                                      |
| 第110回                               | 2011年6月17日  | DRESS ↑ 杏 in ファッションカンタータ京都                              | 杏、アナスイ、元ちとせ、中孝介                                  |
| 第111回                               | 2011年6月24日  | DRESS ↑ 西野カナ                                                      | 大阪北区中崎町のカフェ                                          |
| 第112回                               | 2011年7月1日   | オシャレGIRL大集合！ 2次会コーデ徹底解剖                              | 30人以上のオシャレな女性が2次会ファッションで登場               |
| 第113回                               | 2011年7月8日   | オシャレMEN'Sスナップ！ 女子モテコーデを徹底調査                      | 番組初のメンズスナップ、女子にモテるコーデを徹底調査            |
| 第114回                               | 2011年7月15日  | DRESSが選ぶ2011上半期ファッションニュースBEST10                       | 1〜6月までの上半期ファッションを総まくり                        |
| 第115回                               | 2011年7月22日  | 神コレ2011A/W直前SP！ 予習バスツアー                                  | 神コレ2011A/W直前！ 7つの情報公開                               |
| 第116回                               | 2011年7月29日  | 神コレモデルオーディション完全密着(1) ファイナリスト決定              | 神コレ×サマンサタバサ、新モデルオーディションの第一弾           |
| 第117回                               | 2011年8月5日   | STREET SNAP100夏スタイルSP in 沖縄・須磨・湘南                        | ストリートスナップ夏SP 沖縄・須磨・湘南100人                    |
| 第118回                               | 2011年8月12日  | DRESS ↑ 城田優                                                        | 焼き鳥（SHIP）                                                  |
| 第119回                               | 2011年8月19日  | 名古屋ガール！ ファッション完全リサーチ                               | 地元モデル100人にアンケート調査、お嬢様大学に潜入！             |
| 第120回                               | 2011年8月26日  | 神コレモデルオーディション完全密着(2) 合宿                            | 神コレ×サマンサタバサ、新モデルオーディションの第2弾            |
| 第121回                               | 2011年9月2日   | 渋谷に100人大集合！ おしゃれプレスに完全密着(1)                       | 人気ブランドのおしゃれプレス密着                                |
| 第122回                               | 2011年9月9日   | 沖縄に人気モデル集結！ 琉球アジアコレクション舞台裏リポート           | 押切もえ、蛯原友里、山田優、舞川あいく、はるな愛、石田純一      |
| 第123回                               | 2011年9月23日  | STREET SNAP100 in 神戸コレクション2011A/W                             | 神コレ会場・スタイルマスター100人                               |
| 第124回                               | 2011年9月30日  | 神コレモデルオーディション完全密着(3) 最終章・グランプリ決定！        | 神コレ×サマンサタバサ、新モデルオーディションのグランプリ決定！ |
| 第125回                               | 2011年10月7日  | 全て見せます！ 神コレ2011A/W 最終SP                                   | 向井理の超UP映像など、神コレ2011A/Wの豪華ゲスト未公開シーン     |
| 第126回                               | 2011年10月14日 | 出張レッドカーペット in 名古屋コレクション                            | 玉木宏、押切もえ、蛯原友里、舞川あいく、神戸蘭子、熊田曜子      |
| 第127回                               | 2011年10月21日 | 大人のファッションイベントに潜入！ 女子力UP完全マニュアル             | 浦浜アリサ、桜井裕美、松島花                                    |
| 第128回                               | 2011年10月28日 | おしゃれプレス(2) 人気ブランドの裏側大公開！                          | サマンサベガ、マーブリー、レイミー                              |
| 第129回                               | 2011年11月4日  | 女の子の全てが分かる！ リアルクローゼット(3) 秋調査                   | オシャレガール3人の部屋とクローゼット紹介                       |
| 第130回                               | 2011年11月11日 | ストリートスナップ100 in 大阪・神戸・京都、秋スタイルSP(1)            | 秋の三都・スタイルマスター100人                                 |
| 第131回                               | 2011年11月18日 | ストリートスナップ100 in 大阪・神戸・京都、秋スタイルSP(2)            | 秋の三都・スタイルマスター100人                                 |
| 第132回                               | 2011年11月25日 | 出張レッドカーペット in 生田斗真&中谷美紀（『源氏物語 千年の謎』）(1) | 京都・平安神宮                                                  |
| 第133回                               | 2011年12月2日  | 出張レッドカーペット in 中谷美紀&生田斗真（『源氏物語 千年の謎』）(2) | 京都・平安神宮                                                  |
| 第134回                               | 2011年12月9日  | 海外シリーズ第5弾！ 女性が幸せになれるHAPPYハワイ(1) 完全マニュアル   | ハワイ特集 モデル・上原歩と共に最新スポットを紹介               |
| 第135回                               | 2011年12月16日 | 海外シリーズ第5弾！ HAPPYハワイ(2) ハワイアンウエディング完全網羅     | ハワイ特集(2) 最新ハワイアンウエディング完全網羅                |
| 第136回                               | 2011年12月23日 | DRESSが選ぶ2011年ファッションニュースBEST10                           | 1年間のファッションニュース20〜1位を発表                        |
| 第137回                               | 2012年1月6日   | 2012年ファッショントレンド大予想SP                                    | 2012年の流行予想！ 鉄平コレクションなどの名場面集               |
| 第138回                               | 2012年1月13日  | DRESS ↑ きゃりーぱみゅぱみゅ                                          | 原宿・ハンバーガー店                                            |
| 第139回                               | 2012年1月20日  | 神戸コレクション最強アイテムプレゼント特集                            | 15ブランド23アイテム、総額33万円プレゼント                      |
| 第140回                               | 2012年1月27日  | DRESS ↑ 林遣都&桐谷美玲                                               | 映画『荒川アンダー ザ ブリッジ THE MOVIE』                      |
| 第141回                               | 2012年2月3日   | 未来のドレモを発掘！ 今ドキの女子小学生ファッション徹底調査(1)        | JS人気ブランド紹介                                              |
| 第142回                               | 2012年2月10日  | 出張レッドカーペット in 東京ランウェイ                                | 谷原章介、冨永愛、蛯原友里、加藤夏希、夏川純                    |
| 第143回                               | 2012年2月17日  | 女の子の全てが分かる！ リアルクローゼット(4) 冬調査                   | オシャレガールの部屋とクローゼット紹介                          |
| 第144回                               | 2012年2月24日  | 噂のファッショニスタを徹底調査！ オシャレGIRL発掘ツアー・福岡編       | スナップクィーン&スター読者&美女モデル                          |
| 第145回                               | 2012年3月2日   | 噂のファッショニスタを徹底調査！ オシャレGIRL発掘ツアー・長崎編(1)    | MC鉄平が生放送出演&スナップ                                     |
| 第146回                               | 2012年3月9日   | 噂のファッショニスタを徹底調査！ オシャレGIRL発掘ツアー・長崎編(2)    | ロマン長崎&ミスキャンパス                                       |
| 第147回                               | 2012年3月16日  | ファッションレスキュー USEDアイテム買取額UP術                         | 要らなくなった洋服を鑑定、高く売るマル秘方法                    |
| 第148回                               | 2012年3月23日  | 神コレの舞台裏に潜入！ ストリートスナップ100                          | 神コレ会場・スタイルマスター100人                               |
| 第149回                               | 2012年4月6日   | 東京ランウェイ特集！ 人気モデルのリアル私物プレゼント                 | 押切もえ、菜々緒、舞川あいく、スザンヌ、きゃりーぱみゅぱみゅ    |
| 第150回                               | 2012年4月13日  | 全て見せます！ 神コレ2012S/S 最終SP                                   | 蛯原友里、押切もえ、菜々緒、舞川あいく、きゃりーぱみゅぱみゅ    |
| 第151回                               | 2012年4月20日  | 福岡アジアコレクション リレーリポート                                 | 加藤夏希、菜々緒、石田純一、はるな愛                            |
| 第152回                               | 2012年4月27日  | 春のファッションイベント 総まくりSP                                   | 押切もえ、菜々緒、石田純一、吉瀬美智子、板谷由夏                |
| 第153回                               | 2012年5月4日   | 人気モデルがオススメ！ 上海ランウェイ最新リポート(1)                  | 長谷川潤、藤井リナ、蛯原友里、加藤夏希                          |
| 第154回                               | 2012年5月11日  | 人気モデルがオススメ！ 上海ランウェイ最新リポート(2)                  | 長谷川潤、藤井リナ、蛯原友里、加藤夏希                          |
| 第155回                               | 2012年5月18日  | 未来のドレモを発掘！ JSファッション徹底調査(2)                        | JS人気ブランド紹介                                              |
| 第156回                               | 2012年5月25日  | DRESS ↑ 松嶋花 in ファッションカンタータ京都                          | 杏、松嶋花、西山茉希                                            |
| 第157回                               | 2012年6月1日   | ファッションカンタータ京都・総集編                                    | 杏、松嶋花、Ms.OOJA                                             |
| 第158回                               | 2012年6月22日  | ストリートスナップ100 in 春厚スタイル東京・大阪(1)                    | 渋谷・原宿・下北沢・お台場・梅田・ミナミのスタイルマスター100人 |
| 第159回                               | 2012年6月29日  | ストリートスナップ100 in 春厚スタイル東京・大阪(2)                    | 渋谷・原宿・下北沢・お台場・梅田・ミナミのスタイルマスター100人 |
| 第160回                               | 2012年7月6日   | 2012年上半期ファッションニュースBEST10                                | 1〜6月までの上半期ファッションを総まくり                        |
| 第161回                               | 2012年7月13日  | 女の子の全てがわかる！ リアルクローゼット(6) 夏調査                   | オシャレガールの部屋とクローゼット紹介                          |
| 第162回                               | 2012年7月20日  | 神コレ最新アイテム 史上最大のプレゼント作戦！                         | 人気13ブランド総額42万円、秋冬最新27アイテム                    |
| 第163回                               | 2012年7月27日  | プチDREMO発掘(3) オシャレJS大解剖 夏休みSP                            | オシャレかわいいJSを一網打尽！ 2012年夏のHITアイテム紹介        |
| 第164回                               | 2012年8月3日   | ワンライフモデルオーディション2012 完全密着                           | 神コレ×サマンサタバサ、ファイナリスト8人決定！                  |
| 第165回                               | 2012年8月10日  | STREET SNAP100 in 夏スタイルSP(1)                                     | 夏の恒例企画、水着スナップ(1)                                   |
| 第166回                               | 2012年8月17日  | STREET SNAP100 in 夏スタイルSP(2)                                     | 夏の恒例企画、水着スナップ(2)                                   |
| 第167回                               | 2012年8月24日  | リアルクローゼット(7) ファッション業界編                              | オシャレガールの部屋とクローゼット紹介                          |
| 第168回                               | 2012年8月31日  | プチDREMO発掘(4) オシャレJS大解剖 夏休み最終SP                        | オシャレかわいいJSを一網打尽！                                  |
| 第169回                               | 2012年9月7日   | 映画・グルメ・音楽・ショップ、秋のトレンド徹底分析                    | 冨永愛、岡田准一、シェネル                                      |
| 第170回                               | 2012年9月14日  | DRESS ↑ 大東駿介                                                      | 東京・原宿                                                      |
| 第171回                               | 2012年9月28日  | 神戸コレクション2012A//W史上最強ストリートスナップ                    | 神コレ会場                                                      |
| 第172回                               | 2012年10月5日  | 全て見せます。神戸コレクション最終SP                                  | 神コレ未公開シーン満載！                                        |
| 第173回                               | 2012年10月12日 | ワンライフオーディション7か月完全密着！                               | グランプリ発表までの完全ドキュメント！                          |
| 第174回                               | 2012年10月19日 | 東京ランウェイ(1)                                                     | ベッキー、舞川あいく、押切もえ、武田真治、鈴木紗理奈            |
| 第175回                               | 2012年10月26日 | 東京ランウェイ(2)                                                     | 優木まおみ、浦浜アリサ、森三中                                  |
| 第176回                               | 2012年11月9日  | 史上最旬！？ ファッション情報                                         | 榮倉奈々、ファッション業界座談会、アニマル柄市場調査 他         |
| 第177回                               | 2012年11月16日 | ファッション最先端、オシャレ女子小学生大集合                          | JSおしゃれ選手権 他                                             |
| 第178回                               | 2012年11月23日 | 全国縦断！ ストリートスナップ秋冬SP(1)                                | 神戸松蔭女子大学、その他                                        |
| 第179回                               | 2012年11月30日 | 全国縦断！ ストリートスナップ秋冬SP(2)                                | 神戸松蔭女子大学、その他                                        |
| 第180回                               | 2012年12月7日  | リアルクローゼット調査(8)                                             | オシャレガールの部屋とクローゼット紹介                          |
| 第181回                               | 2012年12月14日 | リアルクローゼット調査(9)                                             | オシャレガールの部屋とクローゼット紹介                          |
| 第182回                               | 2012年12月21日 | 2012年・ファッションニュースBEST10                                    | 1年間のファッションニュース20〜1位を発表                        |
| 第183回                               | 2013年1月11日  | 2013年トレンド大予想                                                  | 2013年の流行予想！                                              |
| 第184回                               | 2013年1月18日  | 全て教えます！ 神コレの楽しみ方                                       | 蛯原友里、加藤夏希、舞川あいく、押切もえ                        |
| 第185回                               | 2013年1月25日  | 学べるファッション講座                                                | ファッションと映画                                              |
| 第186回                               | 2013年2月1日   | リアルクローゼット調査(10)                                            | オシャレガールの部屋とクローゼット紹介                          |
| 第187回                               | 2013年2月8日   | リアルクローゼット調査(11)                                            | オシャレガールの部屋とクローゼット紹介                          |
| 第188回                               | 2013年2月15日  | スタイリスト密着24時                                                  | きゃりーぱみゅぱみゅ                                            |
| 第189回                               | 2013年2月22日  | 女子も男子も楽しめるリゾートハワイアンスタイル(1)                     | 藤井リナ                                                        |
| 第190回                               | 2013年3月1日   | 女子も男子も楽しめるリゾートハワイアンスタイル(2)                     | 藤井リナ、Mie                                                   |
| 第191回                               | 2013年3月8日   | 知って得する！ ファッショントレンド情報                               | AMIAYA                                                          |
| 第192回                               | 2013年3月15日  | ファイナル！ 出張REDカーペット                                        |                                                                 |

### DRESS.tv
| 各回   | 放送日           | 特集企画                             | 内容1                                    | 内容2                           | 内容3                           |
| ------ | ---------------- | ------------------------------------ | ---------------------------------------- | ------------------------------- | ------------------------------- |
| 第1回  | 2013年5月10/24日 | MC鉄平密着24時                       | 神コレ★ブランド図鑑(1)「Snidel」         | 最新LAアイテム/3minショッピング | ガジェットコレクション1         |
| 第2回  | 2013年6月14/28日 | 帰って来たリアルクローゼット調査!    | 神コレ★ブランド図鑑(2)「L'EST ROSE」     | 最新LAアイテム/3minショッピング | ガジェットコレクション2         |
| 第3回  | 2013年7月12/26日 | 2013上半期ファッションニュースBEST10 | 神コレ★ブランド図鑑(3)「Smork」          | 最新LAアイテム/3minショッピング | ガジェットコレクション3         |
| 第4回  | 2013年8月9/23日  | 夏スタイルSP in 神戸・須磨           | 神コレ★ブランド図鑑(4)「AULA AILA」      | 最新LAアイテム/3minショッピング | ガジェットコレクション4         |
| 第5回  | 2013年9月13/27日 | 街の市場調査/JSガール&部屋着         | 神コレ★ブランド図鑑(5)「Tracy Reese」    | 最新LAアイテム/3minショッピング | ガジェットコレクション5         |
| 第6回  | 2013年11月8/22日 | LA最新アイテム情報                   | 神コレ★ブランド図鑑(6)「The Virgnia」    | 最新LAアイテム/3minショッピング | コラム(1)ココ・シャネル         |
| 第7回  | 2013年12月6/20日 | 神コレ・鉄平ランウェイ未公開！       | 神コレ★ブランド図鑑(7)「MERCURYDUO」     | 最新LAアイテム/3minショッピング | コラム(2)ジーン・セバーグ       |
| 第8回  | 2014年1月10/24日 | 鉄平のファッション自由研究・時計編   | 神コレ★ブランド図鑑(8)「goa」            | 最新LAアイテム/3minショッピング | コラム(3)ダイアナ・ヴリーランド |
| 第9回  | 2014年2月10/24日 | MC鉄平のファッション問答             | 神コレ★ブランド図鑑(9)「Lily Brown」     | 最新LAアイテム/3minショッピング | コラム(4)ブリジッド・バルドー   |
| 第10回 | 2014年3月18/21日 | ファッションレスキュー体育会系女子編 | 神コレ★ブランド図鑑(10)「BLONDY ReLISH」 | 最新LAアイテム/3minショッピング | コラム(5)ツイッギー             |

## 備考
- 番組開始当初、オープニングは神コレでモデルがランウェイを歩くものであった（OP曲はクリスタル・ケイ）。
- 鈴木紗理奈がフォトセッションした写真（テーマ：エロ・インテリジェンス）を自身のCDジャケットとして使用している。
- 以前、神戸某女子大のファッション学科が「DRESS UP DRESS」や「全国縦断ストリートスナップ」を授業の教材としていた。
- STREET SNAP100におけるスタイルマスターの大半は、大学生を含む一般女性。ロケ先によっては、ブランドやメディアの関係者が登場することもある。
- 神コレ開催20周年公演（2012年3月10日、ワールド記念ホール）前後の放送では、鉄平がエンディングで20周年記念のスペシャルサイトを紹介。さらに、神コレの歴史にまつわる映像クイズを出題していた。
- 絶対BEST3では、以下のように、ゲストの意外な素顔が見られることがある。
  - 杏（トークテーマ：海外に出た歴史上の日本人）：3位「天正遣欧少年使節」、2位「大黒屋光太夫」、1位「支倉常長」という歴女ぶりを発揮し、MC鉄平を困らせた。
  - 西野カナ（トークテーマ：私の怖いモノ）：3位「下りのエスカレーター」（乗るタイミングが分からない）、2位「羽のある虫」（トンボ・バッタ・カマキリ）、1位「自分の寝言」、最近の傑作は「肉じゃがに肉3kgは多いよね！？」
  - きゃりーぱみゅぱみゅ（トークテーマ：好きな（UMA）未確認生物）：3位「ニンゲン」、2位「スカンクエイプ」、1位「チュパカブラ」
  - 吉高由里子（トークテーマ：10年後の目標）「トンチの効いた歳のとり方をしたい」
- 関東地方は当番組を放送されていないが、東京ランウェイに関する特別番組はTBSで放送されている（2012年4月5日、10月3日）。

## スタッフ
- ナレーション：いたはゆか、鹿瀬ハジメ
- CAM：森田誠司
- EED：松元篤史、阪尾千栄子
- MA：今中順也
- SE：小野慎也
- 協力：共同テレビ、東通インフィニティー
- ショッピング協力：ビービーエフ、アイグリッツ、D-rise
- コマース：中島里沙、浜崎未来、新井加七子
- デスク：日笠賢治、泉野 智恵
- ディレクター：西川知似、坂本理世、近藤和俊、堀 奈都希
- 総合演出：近藤浩文
- プロデューサー：宮本直明
- 制作協力：クラッチ.
- 製作著作：毎日放送

### 過去のスタッフ
- 構成：武輪真人、上地茂晴
- 編成：辻井竜介、長坂政成、八木航平
- 制作：岩熊正道(RKB)、湯澤巧(CBC)、鷲田尚美、坂尚子、岡本智子、佐々木千里、前田加奈子
- タイトル：村上美香、中村佳苗
- 企画：下中大介、平藤真治
- 編成：東田尚巳
- 宣伝：斧志保、田村健彦、中西正之
- コマース：木村真弓、谷政美
- デスク：前田智香
- リサーチ：滝村富裕
- AD：棟元奏恵、亀井彩花
- AP：帯刀総司、大西純子
- ディレクター：宮内宏輔、片平論、北川雅郎、田中桂司、市川晃、山本康太

- プロデューサー：横田一、日笠賢治

## 放送局
DRESS放送局
| 放送対象地域 | 放送局             | 放送日時                                                 | 放送日の遅れ   | 放送系列   | 備考          |
| ------------ | ------------------ | -------------------------------------------------------- | -------------- | ---------- | ------------- |
| 近畿広域圏   | 毎日放送 (MBS)     | 金曜 24:50 - 25:30                                       | 無し（制作局） | TBS系列    | DRESS＋を放送 |
| 中京広域圏   | 中部日本放送 (CBC) | 月曜 26:05 - 26:45                                       | 3日遅れ        | TBS系列    | DRESS＋を放送 |
| 福岡県       | RKB毎日放送(RKB)   | 月曜 24:55 - 25:25                                       | 3日遅れ        | TBS系列    |               |
| 長崎県       | 長崎放送 (NBC)     | 火曜 24:50 - 25:20                                       | 3日遅れ        | TBS系列    |               |
| 日本国内     | NOTTV              | 日曜 20:00 - 20:30 月曜 17:30 - 18:00 金曜 17:30 - 18:00 |                | モバキャス |               |

DRESS.tv放送局
| 放送対象地域 | 放送局         | 放送日時                 | 放送日の遅れ | 放送系列 | 備考 |
| ------------ | -------------- | ------------------------ | ------------ | -------- | ---- |
| 近畿広域圏   | 毎日放送 (MBS) | 金曜 26時20分 - 26時50分 | 制作局       | TBS系列  |      |

この他にも、J:COMが関西エリアで運営するコミュニティチャンネル（J:COMチャンネル）で放送されているが、上記の局とは放送内容が若干異なるうえに、編成上の事情で放送を休止することがある。